# Derribo del Sukhoi Su-24 de la Fuerza Aérea de Rusia de 2015
El 24 de noviembre de 2015 se produjo el derribo de un Sukhoi Su-24 de la Fuerza Aérea de Rusia por cazas F-16 de la Fuerza Aérea de Turquía en la frontera entre Siria y Turquía.
El Gobierno turco alegó que la aeronave rusa sobrevoló su espacio aéreo. Según el Gobierno ruso, el piloto (Lt Col Oleg Peshkov) fue abatido desde tierra después de saltar en paracaídas, mientras que el navegante (Capt Konstantin Murakhtin) lograba sobrevivir. La tripulación intentó ser rescatada por Turquía, según informaron las agencias Reuters y AFP, citando fuentes oficiales turcas.
El suceso tuvo lugar en el marco de la participación rusa en la Guerra Civil Siria, apoyando a las fuerzas leales a Bashar al-Asad y combatiendo a los terroristas del Estado Islámico.

## Versión turca
Según informó el Estado Mayor de las Fuerzas Armadas de Turquía mediante un comunicado, dos cazas F-16 recibieron la alerta e intervinieron en la persecución de un avión ruso que desoyó hasta diez avisos en cinco minutos para que abandonara el espacio aéreo turco.

A las 9:20 del 24 de noviembre, un avión de nacionalidad desconocida violó en repetidas ocasiones y a pesar de las advertencias realizadas el espacio aéreo turco, sobre la localidad de Yayladagi. Por ello y atendiendo a las normas para entablar combate, dos de nuestros F-16 que se encontraban en el área dispararon contra él.

Según otra nota remitida por Turquía a la ONU no fue un único Su-24 sino dos:

Esta mañana (24 de noviembre) 2 aviones Su-24 de nacionalidad desconocida, se aproximaron al espacio aéreo de Turquía sobre la región de Yayladagi/Hatay. Los aviones en cuestión fueron avisados 10 veces durante un periodo de 5 minutos a través de un canal de emergencia y se les solicitó poner rumbo sur inmediatamente.

Desatendiendo estas advertencias, ambos aviones a una altitud de 19 000 pies se adentraron en el espacio aéreo turco 1,36 y 1,15 millas durante 17 segundos, desde las 09:24:05 hora local.

Tras esta violación, el avión 1 abandonó el espacio aéreo. El avión 2 fue disparado mientras estaba en espacio aéreo de Turquía por F-16 turcos patrullando en el área de acuerdo a las normas para entablar combate. El avión 2 se estrelló en el lado sirio de la frontera.

Tras el incidente, Turquía comunicó los hechos a la OTAN, que convocó una reunión urgente de embajadores a las 17:00 de ese mismo día para analizar la situación. Fue la primera vez que una nave rusa era abatida por un miembro de la OTAN desde hacía más de 50 años.

## Versión rusa

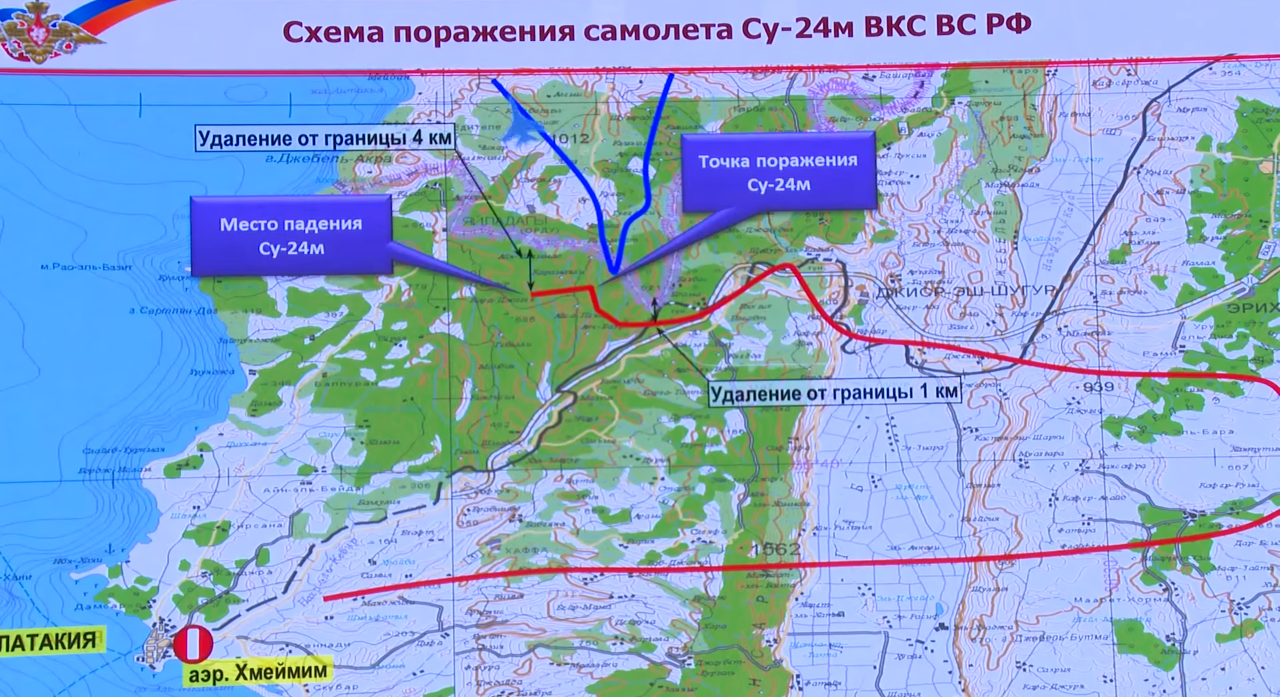
Mapa divulgado por el Ministerio de Defensa de Rusia. La línea roja simboliza el trayecto de vuelo del Su-24M ruso, mientras que la línea azul representa la trayectoria del F-16 turco. La línea blanca punteada representa la frontera sirioturca. Rusia afirma que Turquía violó el espacio aéreo sirio y disparó al avión ruso desde territorio sirio.

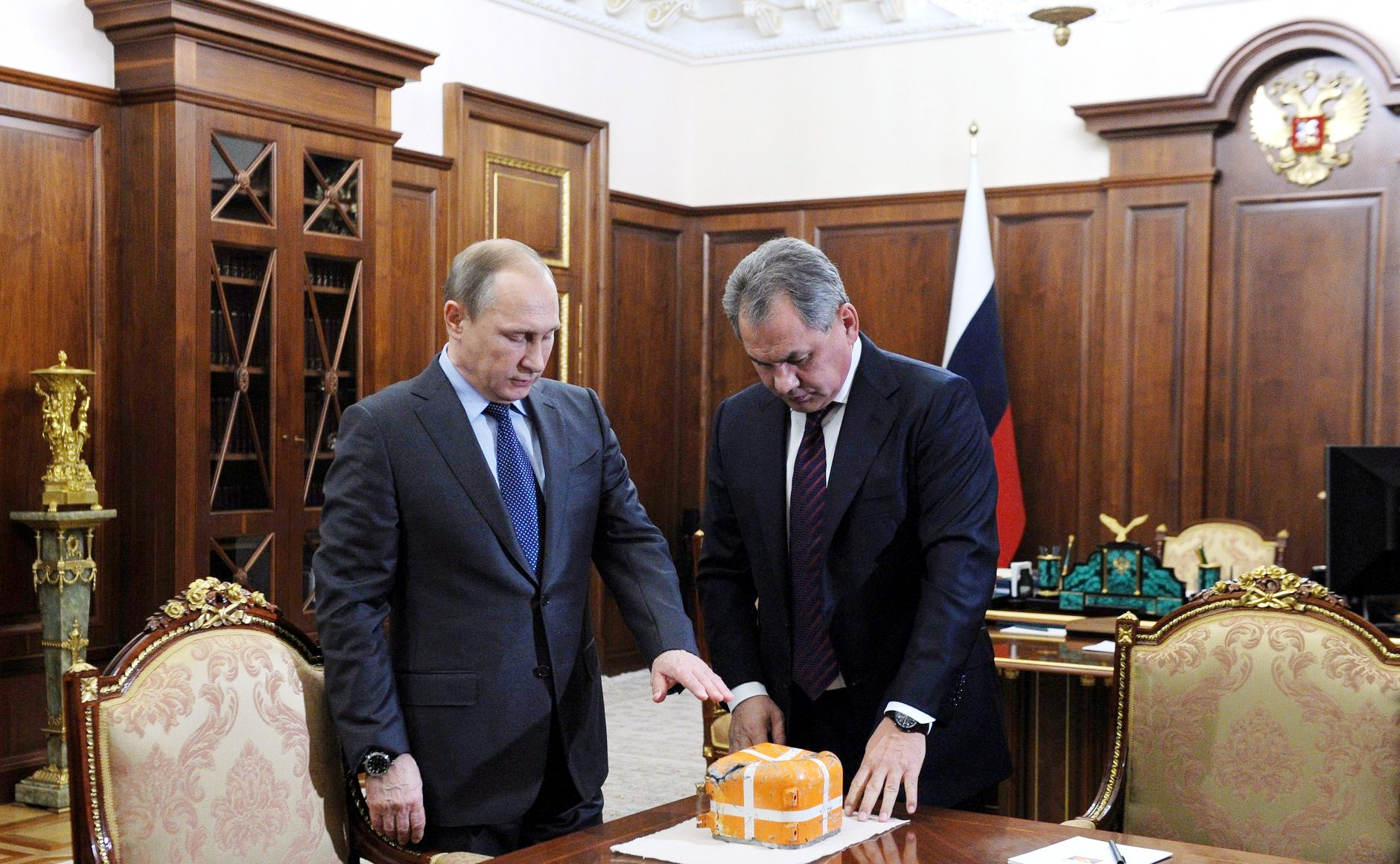
El presidente Putin y el ministro Sergei Shoigú observando la caja negra del aparato siniestrado.

Rusia, por su parte, negó que su avión sobrevolase el espacio aéreo turco. El presidente Vladímir Putin aseguró que era «un suceso que excede el marco de la lucha normal contra el terrorismo. Nos han apuñalado por la espalda los cómplices del terrorismo». El mandatario insistió en que la aeronave de su país no violó el espacio aéreo de Turquía y que no amenazaba a dicho país, sino que realizaba una operación contra el Estado Islámico en el territorio de Siria. Putin aseguró que Rusia «no va a tolerar crímenes como el ocurrido hoy».

## Derribo
El avión cayó en llamas a unos cinco kilómetros de la frontera sirio-turca en el interior de Siria. La tripulación se eyectó y cayeron, según diversos medios, en un terreno ocupado por insurgentes locales de etnia turcomana. Antes de conocerse que el piloto y el navegante estaban vivos, el cuerpo de uno de los tripulantes fue mostrado aparentemente muerto en un vídeo en el que varias personas se felicitaban por el derribo del avión. La insignia del uniforme indicaba que se trataba de un piloto integrante de las unidades rusas que operaban desde la base de Latakia.
Posteriormente, en otras imágenes se podía ver caer en paracaídas a los dos miembros de la tripulación mientras se oían disparos. Los rebeldes sirios les dispararon mientras éstos caían. La distancia a la que se encontraban ambos tripulantes fue considerable, por lo que no es seguro que los insurgentes estuvieran en condiciones de acertar desde el suelo.

### Rescate
En la operación de rescate de la tripulación del Su-24 un helicóptero Mi-8 fue posteriormente derribado por fuerzas rebeldes sirias con la consecuente muerte de un soldado ruso. Aunque las fuerzas del Ejército Libre Sirio dijeron tener en su poder al navegante, informes posteriores revelaron su recuperación y retorno a la base rusa en Latakia gracias al trabajo de fuerzas especiales sirias y rusas.